# Nokia 1260
Nokia 1260 – telefon komórkowy firmy Nokia, wydany na rynek w 2002 roku. Pamięć książki telefonicznej wynosi 200 kontaktów.

## Funkcje dodatkowe
- Budzik
- Przelicznik walut
- Kalkulator
- Wymienna obudowa
- Zegarek